# Archidendron dalatense
Archidendron dalatense är en ärtväxtart som först beskrevs av André Joseph Guillaume Henri Kostermans, och fick sitt nu gällande namn av Ivan Christian Nielsen. Archidendron dalatense ingår i släktet Archidendron och familjen ärtväxter. Inga underarter finns listade i Catalogue of Life.